# Concentus Musicus Wien
Concentus Musicus Wien is een muziekensemble, gespecialiseerd in de uitvoering van oude muziek.
Als een van de eerste ensembles die zich bezighielden van de authentieke uitvoeringspraktijk baande Concentus Musicus Wien de weg voor vele andere ensembles en musici daarna. Het orkest werd in 1953 opgericht door Nikolaus Harnoncourt, die het ensemble tot 1987 vanaf de eerste Celloplek leidde en tot vlak voor zijn overlijden artistiek leider was. "De muziek van een periode kan met de klankmiddelen uit zijn tijd het levendigst worden vertolkt" is Harnoncourts credo. Meer dan vier jaar repeteerden de muzikanten van het ensemble en scherpten ze het geluid en adequate uitvoering aan van werken uit de barok en pre-barok, totdat ze in 1957 in Wenen, Palais Schwarzenberg voor het eerst aan het publiek lieten horen.
Het concert kreeg al snel een vervolg: met een jaarlijkse concertserie in Wenen, gastoptredens (vanaf 1960) en een diverse plaatopnames - de Brandenburgse concerten van Johann Sebastian Bach was de eerste hiervan. Een bijzonder project was de opname van alle Bach-cantates in de periode 1970/90 in samenwerking met het Leonhardt-Consort en Gustav Leonhardt, bekroond met een Gramophone Award .
Ook met opera-opnames en -optredens heeft het orkest naam gemaakt, waaronder Mozarts Lucio Silla en Il rè pastore, Haydn's Armida, Purcells Dido and Aeneas op de Salzburger Festspiele en The Fairy Queen en Monteverdi's L'Orfeo en Castor et Pollux van Jean Philippe Rameau. Ook oratoria van Händel werden opgenomen. Op het label Styriarte verschenen de cd's van Haydns Orlando Paladino en een opname van Mozarts Zaide.
Het repertoire van het Concentus Musicus strekt zich tegenwoordig uit de Renaissance naar Haydn en Mozart en bevat zowel religieuze als profane werken. Concertmeester sinds het vertrek van Alice Harnoncourt is Erich Hobarth, de basso continuo op klavecimbel en orgel werd tot 2010 gespeeld door Herbert Tachezi.